# Hirondelle Sibey
Hirondelle Sibey född 2017, är en fransk varmblodig travhäst som tränades av Jean-Michel Baudouin och kördes av Éric Raffin.
Hon började tävla i juli 2019 och inledde med en seger. Hon sprang under sin karriär in 624 200 euro på 40 starter, varav 11 segrar och 5 andraplats samt 3 tredjeplatser. Karriärens största segrar kom i Prix Reine du Corta (2020) och Prix Annick Dreux (2020).
Hirondelle Sibey har även segrat i Prix Uranie (2020), Prix Charles Tiercelin (2021), Prix Éphrem Houel (2021), Prix Gaston de Wazières (2021) och Prix Paul Leguerney (2021). Hon har även kommit tvåa i Prix de Rome (2020), Prix Guy Deloison (2020), Prix de Tonnac-Villeneuve (2021) och Grand Prix l'UET (2021). Samt på tredjeplats i Prix Ozo (2020), Prix d'Istres (2020) och Prix de Berlin (2020).

## Statistik
| Statistik för Hirondelle Sibey (Ref.) | Statistik för Hirondelle Sibey (Ref.) | Statistik för Hirondelle Sibey (Ref.) | Statistik för Hirondelle Sibey (Ref.) | Statistik för Hirondelle Sibey (Ref.) | Statistik för Hirondelle Sibey (Ref.) |
| ------------------------------------- | ------------------------------------- | ------------------------------------- | ------------------------------------- | ------------------------------------- | ------------------------------------- |
| Starter                               | Placeringar                           | Startprissumma                        | Segerprocent                          | Platsprocent                          | Rekord                                |
| 40                                    | 11-5-3                                | 624 200 euro                          | 28 %                                  | 48 %                                  | 1.10,9ak,                             |

### Större segrar
| År   | Lopp                    | Kusk        | Vinstbelopp | Grupp   |
| ---- | ----------------------- | ----------- | ----------- | ------- |
| 2020 | Prix Uranie             | Éric Raffin | 54 000 EUR  | Grupp 2 |
| 2020 | Prix Reine du Corta     | Éric Raffin | 54 000 EUR  | Grupp 2 |
| 2020 | Prix Annick Dreux       | Éric Raffin | 54 000 EUR  | Grupp 2 |
| 2021 | Prix Charles Tiercelin  | Éric Raffin | 54 000 EUR  | Grupp 2 |
| 2021 | Prix Éphrem Houel       | Éric Raffin | 54 000 EUR  | Grupp 2 |
| 2021 | Prix Gaston de Wazières | Éric Raffin | 54 000 EUR  | Grupp 2 |
| 2021 | Prix Paul Leguerney     | Éric Raffin | 54 000 EUR  | Grupp 2 |